# The Art of the Steal
The Art of the Steal, também conhecido como The Black Marks e The Fix (Brasil: Roubar é uma Arte ) é um filme de assalto de comédia policial canadense de 2013 escrito e dirigido por Jonathan Sobol. É estrelado por Kurt Russell, Jay Baruchel, Chris Diamantopoulos, Matt Dillon, e Katheryn Winnick.  Foi exibido no Festival Internacional de Cinema de Toronto de 2013.

## Sinopse
Crunch Calhoun começa com um solilóquio ao cumprir uma sentença de sete anos em uma prisão polonesa, cortesia de seu irmão, Nicky Calhoun. Um flashback revela o roubo envolvendo os dois homens que deram errado; resultando na captura de Nicky e subsequente traição de Crunch. Depois de lançado, Crunch trabalha como um motociclista temerário ao lado de sua namorada Lola e um aprendiz, Francie. Enquanto isso, Nicky rouba um quadro de Georges Seurat com a ajuda de um parceiro que ele trai. O parceiro procura e ameaça Crunch para obter informações sobre o paradeiro de Nicky. Pouco depois, Crunch informa um velho colega dele, o "tio" Paddy, que está pronto para trabalhar novamente. Na casa de Paddy, ele e Francie encontram Nicky.
"Tio" Paddy explica que um livro histórico inestimável precisa ser roubado de um depósito da alfândega no Canadá e levado para o intermediário do comprador em Detroit. O pagamento é superior a um milhão de dólares, então eles concordam. O Crunch insiste em recrutar um antigo parceiro, Guy de Cornet, por suas habilidades e talento na falsificação. Cornet cria uma réplica exata do livro que Crunch leva através da estação da fronteira canadense escondida dentro de uma obra de arte peculiar. Uma verificação de identidade leva a polícia a apreender sua arte, conforme planejado, na mesma instalação onde o livro histórico está sendo mantido. Enquanto isso, Guy de Cornet se passa como um especialista em autenticação de arte e entra na instalação, substituindo o livro real pela falsificação e escondendo o livro real dentro da obra de arte do Crunch. Depois que a patrulha da fronteira canadense limpa o nome de Crunch, ele vai até a instalação e recupera sua obra de arte.
A equipe está no processo de levar o livro ao comprador quando Nicky persuade a Crunch a manter o livro e forjar várias duplicatas para vender a vários compradores ao mesmo tempo, ganhando várias vezes o pagamento original. Eles se deparam com um obstáculo quando Cornet revela que, para ele criar falsificações que passariam por testes como datação por carbono e escrutínio profissional, eles precisariam de US$750.000. Cada pessoa indica uma quantia que poderia contribuir e, após alguma persuasão, a Crunch concorda em financiar a quantia restante. Eles concordam em não entrar em contato até que o mês necessário para realizar a transação. Em algum momento durante este mês, Nicky planeja secretamente criar suas próprias falsificações mais baratas e vence sua equipe ao vendê-las aos mesmos compradores. Nicky liga para o comprador original e informa que haverá um atraso, mas o comprador afirma não saber nada sobre o negócio. Um Nicky frenético liga para todas as pessoas e organizações envolvidas no roubo, descobrindo para seu desânimo que elas não puderam ser contatadas ou não tinham conhecimento do livro. Enquanto isso, Crunch explica a seu aprendiz Francie como o livro histórico foi uma manobra fabricada e seu verdadeiro propósito era roubar a pintura de Georges Seurat de Nicky e ganhar muito dinheiro usando a ideia de Nicky de múltiplas falsificações. Flashbacks revelam que Francie era o único que não sabia do plano alternativo. Enquanto isso, a Interpol recebe uma denúncia anônima sobre o paradeiro de Nicky e o quadro que ele roubou do parceiro que traíra antes. O final revela o último jogador no plano de Crunch, um antigo colega reformado de nome Samuel Winters, que tinha sido emparelhado com o agente da Interpol que os estava observando no início do plano.

## Elenco
- Kurt Russell como Crunch Calhoun
- Jay Baruchel como Francie Tobin
- Chris Diamantopoulos[5] como Guy de Cornet
- Matt Dillon como Nicky Calhoun
- Katheryn Winnick como Lola, namorada de Crunch[3]
- Terence Stamp como Samuel Winter
- Devon Bostick como Ponch
- Jason Jones como Agente Bick
- Kenneth Welsh como "tio" Paddy McCarthy
- Eugene Lipinski como Bartkowiak
- Karyn Dwyer como Ginger
- Joe Pingue como Carmen
- Camilla Scott como Olga Something-Long
- Dax Ravina como Sunny

## Produção

### Filmagens
A cena de Amsterdã foi filmada na Strada Nicolae Tonitza, em Bucareste, Romênia.
As imagens aéreas que estabelecem "Varsóvia" na verdade mostram Budapeste, Hungria.

### Pós-produção
Em janeiro de 2013, o filme originalmente intitulado The Black Marks mudou para The Fix. Em março de 2013, o filme mudou de título novamente, de The Fix para The Art of the Steal.

## Recepção

### Resposta crítica
No Rotten Tomatoes, o filme tem uma taxa de aprovação de 45% com base nas avaliações de 49 críticos, com uma classificação média de 5.5/10. O consenso crítico do site diz: "Ele possui um elenco fantástico liderado pelos sempre assistíveis Kurt Russell e Terence Stamp, mas The Art of the Steal desperdiça suas estrelas em um enredo estereotipado que obviamente se baseia em filmes de assalto superiores." No Metacritic, o filme tem uma pontuação média ponderada de 53 de 100 com base em 19 críticas, indicando "críticas mistas ou médias".
Justin Chang, da Variety, escreveu: "Este filme de assalto levemente divertido parece tão descartável quanto as inúmeras pinturas falsas que trocam de mãos por toda parte". John DeFore do The Hollywood Reporter chamou de "um filme de roubo agradável [que] é mais conversa do que ação". Neil Genzlinger do The New York Times chamou de "um filme de assalto bastante divertido" com um enredo complicado.  Robert Abele, do Los Angeles Times, escreveu: "Os atores dão força, mas no grande esquema das comédias, The Art of the Steal é mais imitativa do que autêntica".
Richard Roeper, do Chicago Sun-Times, escreveu: "É como uma versão canadense de baixo orçamento de Ocean's 11, com cerca de metade dos personagens e cerca de um décimo do charme e do estilo." Peter Bradshaw, do The Guardian, classificou-o com 3/5 estrelas e chamou-o de "golpe de assalto com uma sensação dos anos 60" com "uma tripulação amável de trapaceiros triplos, cada um dos quais pode estar enganando os outros." Robbie Collin do The Daily Telegraph avaliou-o com 2/5 estrelas e chamou-o de "manobra de crime inventada" que "toma emprestado do livro de estilo de Guy Ritchie".
Neil Smith da Total Film avaliou-o com 2/5 estrelas e chamou-o de um filme derivado que faz os espectadores se sentirem enganados. Angie Errigo do Empire avaliou-o com 3/5 estrelas e chamou-o de "convencional a um grau quase lacrimejante". Linda Barnard, do The Toronto Star, classificou-o com 2/5 estrelas e chamou-o de uma homenagem aos filmes de assalto europeus dos anos 1960, que é "uma série de vinhetas com estrelas espertas e engraçadas amarradas aleatoriamente".  Scott A. Gray de Exclaim! escreveu: The Art of the Steal é um bom exemplo de desorientação criminosa: no momento em que você perceber que essas imagens escorregadias estão completamente vazias, seu dinheiro já terá acabado." James Adams do The Globe and Mail chamou de uma "aventura leve e totalmente implausível".